# Acacia neboueb
Acacia neboueb é uma espécie de leguminosa do gênero Acacia, pertencente à família Fabaceae.